# Ралф Гонсалвес
Ралф Гонсалвес (енгл. Ralph Gonsalves; Колонери, 8. август 1946) садашњи је премијер Сент Винсента и Гренадина од 28. марта 2001. године и председник владајуће Радничке партије јединства. Гонсалвес је најдуже непрекидно на функцији шефа владе од када су Сент Винсент и Гренадини постали независни 1979. године.
Дана 5. августа 2021. године, на протесту против обавезне вакцинације против Ковида-19 у организацији синдиката који представљају медицинске сестре, полицију и друге раднике, Гонсалвес је нападнут пројектилом близу улаза у парламент. У нападу је задобио видљиве повреде главе, међутим нису биле смртоносне. Гонсалвес је убрзо превезен у болницу где је потврђено да је у стабилном стању.